# Adam Vaughan
Adam Vaughan (né le 3 juillet 1961 à Toronto) est un homme politique canadien. Membre du Parti libéral, il a représenté la circonscription de Spadina—Fort York de 2014 à 2021. Il quitte la vie politique en 2021.

## Biographie
Journaliste de profession, Vaughan entre en politique en 2006 lorsqu'il intègre l'hôtel de ville de Toronto. Il occupe ce poste jusqu'en 2014. Cette année-là, il est le candidat libéral dans la circonscription de Spadina—Fort York durant une élection spéciale pour remplacer Olivia Chow, candidate à la mairie de Toronto. Il remporte une victoire perçue comme une victoire importante pour les libéraux qui ravissent au NPD le district de la veuve de Jack Layton. L'année suivante, il profite d'une vague rouge pour conserver le district alors que Chow tente de le récupérer. Chargé des dossiers liés au logement, il n'est pas candidat à sa réélection en 2021, déclarant n'ayant plus la flamme nécessaire pour la politique.